# Salta (cidade)
Salta é uma cidade argentina, capital da província de Salta e uma das mais importantes cidades do noroeste do país.
Salta fica localizada a leste da Cordilheira dos Andes, no fértil Vale de Lerma, a cerca de 1 187 m de altitude. Nas últimas décadas a área urbana estendeu-se até alcançar localidades vizinhas, compondo a região que se denomina Grande Salta.
Sua localização geográfica é estratégica para as comunicações com a Bolívia e o norte do Chile. É também centro de uma importante região agrícola (principalmente na produção de grãos): milho, tabaco, cereais, cana de açúcar, etc, que são exportados para a Europa via Buenos Aires ou para a Califórnia e mercados do Pacífico pelo porto chileno de Antofagasta. O aeroporto internacional General Martín Miguel de Güemes (SLA: SASA, em 24° 51′ S, 65° 29′ O, distante 6 km do centro da cidade, a sudeste), oferece voos diários para outras cidades argentinas: Buenos Aires, Córdoba, San Miguel de Tucumán e semanais para Santa Cruz de la Sierra, na Bolívia.
É uma sede episcopal. Conta com duas universidades (uma delas é a Universidade Nacional de Salta), e numerosas instituições educativas de nível superior, incluindo vários museus e bibliotecas.
Famosa por sua arquitetura colonial, em anos recentes Salta veio a tornar-se um importante centro de turismo. Por seus atrativos recebeu o apelido de Salta, la Linda ("Salta, a linda"). De acordo com os estudiosos, a palavra salta foi produto de uma deformação da palavra aimará (os indígenas originais) sagta, que significa la hermosa ("a formosa"), e por fim finalmente permaneceu "Salta, a formosa" ou "linda", como se diz atualmente.

## População
Contava com 367 550 habitantes segundo o Censo 1991, com 462 051 habitantes em 2001, e com 535 303 habitantes em 2010. Em 2022, a população é estimada em 620 000 habitantes.
A região metropolitana da Grande Salta — com uma população estimada em 700 000 habitantes — constitui a 8.ª maior região metropolitana da Argentina.

## História
A cidade foi fundada em 16 de abril de 1582 pelo espanhol Hernando de Lerma, cumprindo ordens do vice-rei do Peru, Francisco de Toledo, que tinha o objetivo de criar uma escala na rota entre Lima e Buenos Aires. Durante o período colonial a população cresceu rapidamente pois era abastecedora de matéria-prima para a opulenta Potosí. Fez parte do vice-reino do Peru até 1776, quando a Coroa espanhola criou o vice-reino do Rio da Prata. Em 1783 foi designada capital da Intendência de Salta del Tucumán.

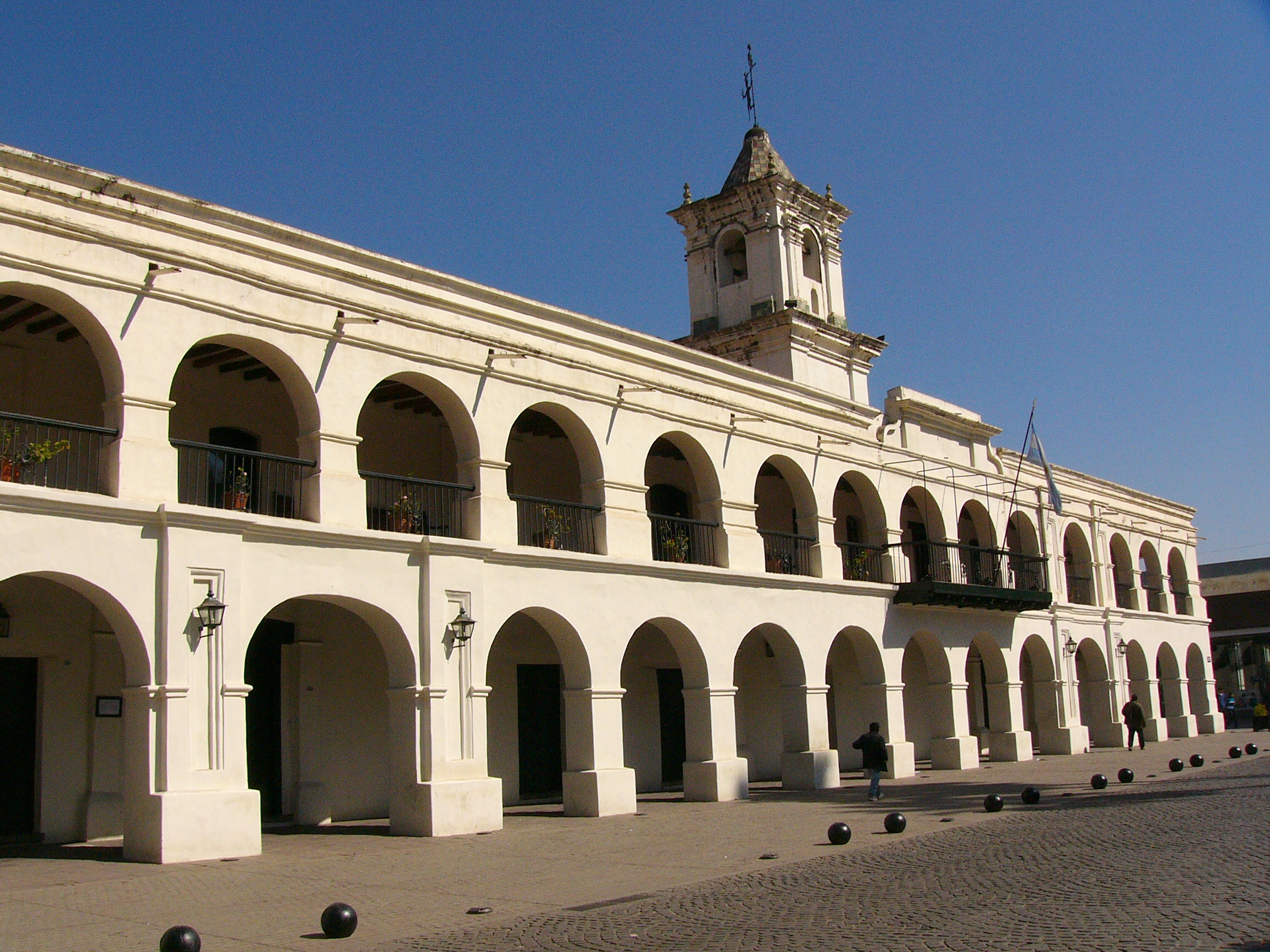
Cabildo de Salta, século XVIII.

Em 20 de fevereiro de 1813, as tropas das Províncias Unidas do Rio da Prata, comandadas pelo General Manuel Belgrano, obtiveram uma segunda vitória decisiva sobre os monarquistas na batalha de Salta, um evento de guerra que garantiu o controle patriota do norte do atual território argentino. Como consequência do triunfo, o Major General Eustoquio Díaz Vélez, governador militar da Intendência de Salta del Tucumán, imediatamente colocou a Bandeira da Argentina na sacada do Cabildo de Salta, tornando-a a primeira cidade argentina em que as autoridades revolucionárias hastearam oficialmente a bandeira azul e branca pela primeira vez.
Após a derrota patriota na batalha de Sipe Sipe, a cidade e seus arredores se tornaram um campo de batalha entre os exércitos patriota e monárquico, um episódio conhecido como a Guerra Gaúcha, em que os gaúchos liderados pelo General Martin Miguel de Güemes defenderam com sucesso o norte argentino por meio de uma guerra de guerrilha.
No entanto, a cidade ficou economicamente arruinada com a guerra e submergiu num período de decadência por boa parte do século XIX. A retomada começou na década de 1890, com a chegada da ferrovia e a radicação de numerosos imigrantes espanhóis, italianos e árabes (sírios e libaneses em particular), e a economia local ganhou novo vigor.
Desde meados do século XX a cidade experimenta um acelerado crescimento demográfico, passando de 115 mil habitantes em 1960 a quase 500 mil na atualidade.

## Arquitetura e atrativos
Salta é uma das cidades que mais preservou sua arquitetura colonial em toda a Argentina. Desta época preserva o Cabildo colonial (século XVIII), a Igreja e Convento de São Bernardo (séculos XVII-XVIII) e várias casas do século XVIII. Possui ainda importantes construções neoclássicas e ecléticas, como a Catedral e a Igreja e Convento de São Francisco.

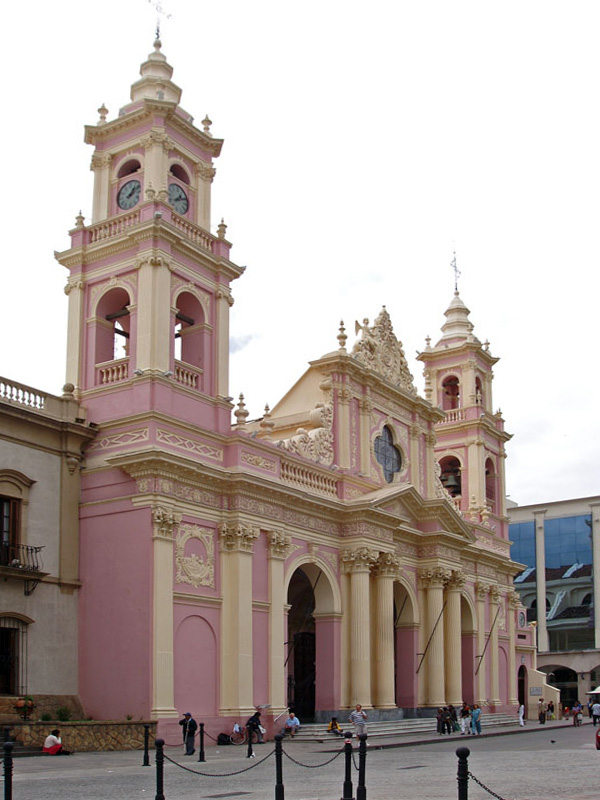
Catedral.

O Cabildo é o edifício colonial mais antigo da cidade. As obras da construção se iniciaram em 1780 sob a direção de Antonio de Figueras. Sua torre foi levantada vários anos depois. Mais adiante foi parcialmente demolido: desapareceram a sala capitular, três arcos da planta baixa e quatro da planta alta. Em 1945 foi restaurado pelo arquiteto Mario Buschiazzo, que também participou da reconstrução da imagem original do Cabildo de Buenos Aires e da Casa de la Independencia em Tucumán. É o cabildo mais completo e melhor conservado da Argentina.
Atualmente é sede de dois museus em seu interior: do Museu Histórico do Norte na planta baixa e do Museu Colonial e das Belas Artes na planta alta.

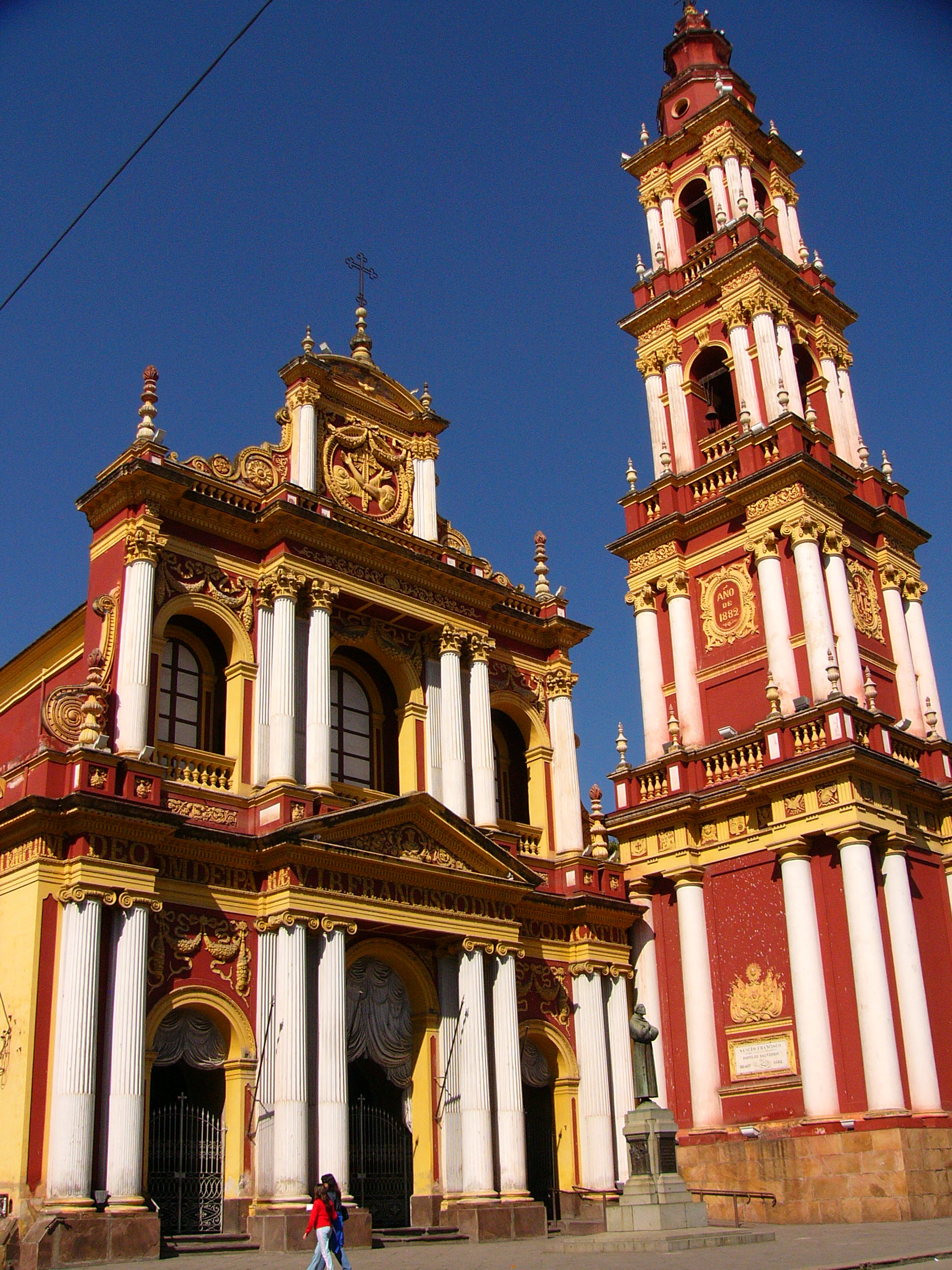
Fachada da Igreja de São Francisco.

A Igreja Catedral de Salta foi construída onde estava a primeira catedral da cidade. A edificação é da segunda metade do século XIX. É um Monumento Histórico Nacional; na parte posterior funciona o Museu Catedralício.
A Igreja de São Francisco de Salta é um dos mais belos edifícios de estilo neoclássico do século XIX na Argentina. Sua fachada e seus muros vermelhos aparecem em muitos cartões-postais da cidade.
O Museu de Arqueologia de Alta Montaña (MAAM) é também outro dos atrativos do centro da cidade aonde são expostos elementos de um Santuário de Altura inca, que incluem as múmias de Llullaillaco. Outros lugares de interesse são os museus das Belas Artes e da Cidade, a Legislatura e a casa de Güemes.
A cidade de Salta é o início do itinerário do Tren de las Nubes ("Trem das Nuvens"), que realiza um peculiar passeio pela região de La Puna, um altiplano quase desértico. Com enormes contrastes em seu trajeto, o trem sobe a encosta dos Andes, localizados na província de Salta. O serviço foi interrompido momentaneamente em julho de 2005 para reparo, tendo sua reativação programada para breve. Atualmente, o destino final é a cidade de San Antonio de los Cobres.
A vista do cerro San Bernardo, que se eleva 200 metros acima do nível da cidade, propicia uma bela vista de Salta e do Valle de Lerma.

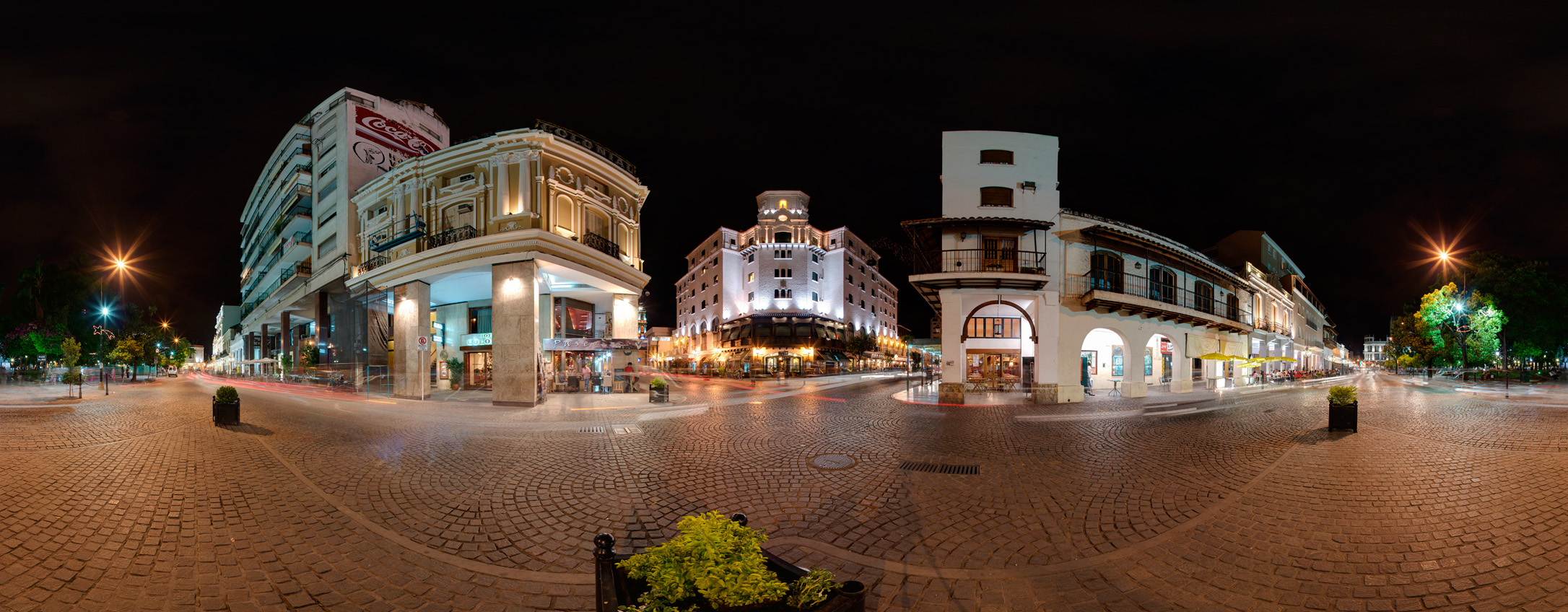
Visão geral de edifícios em toda a praça 9 de Julho.

## Vida cultural

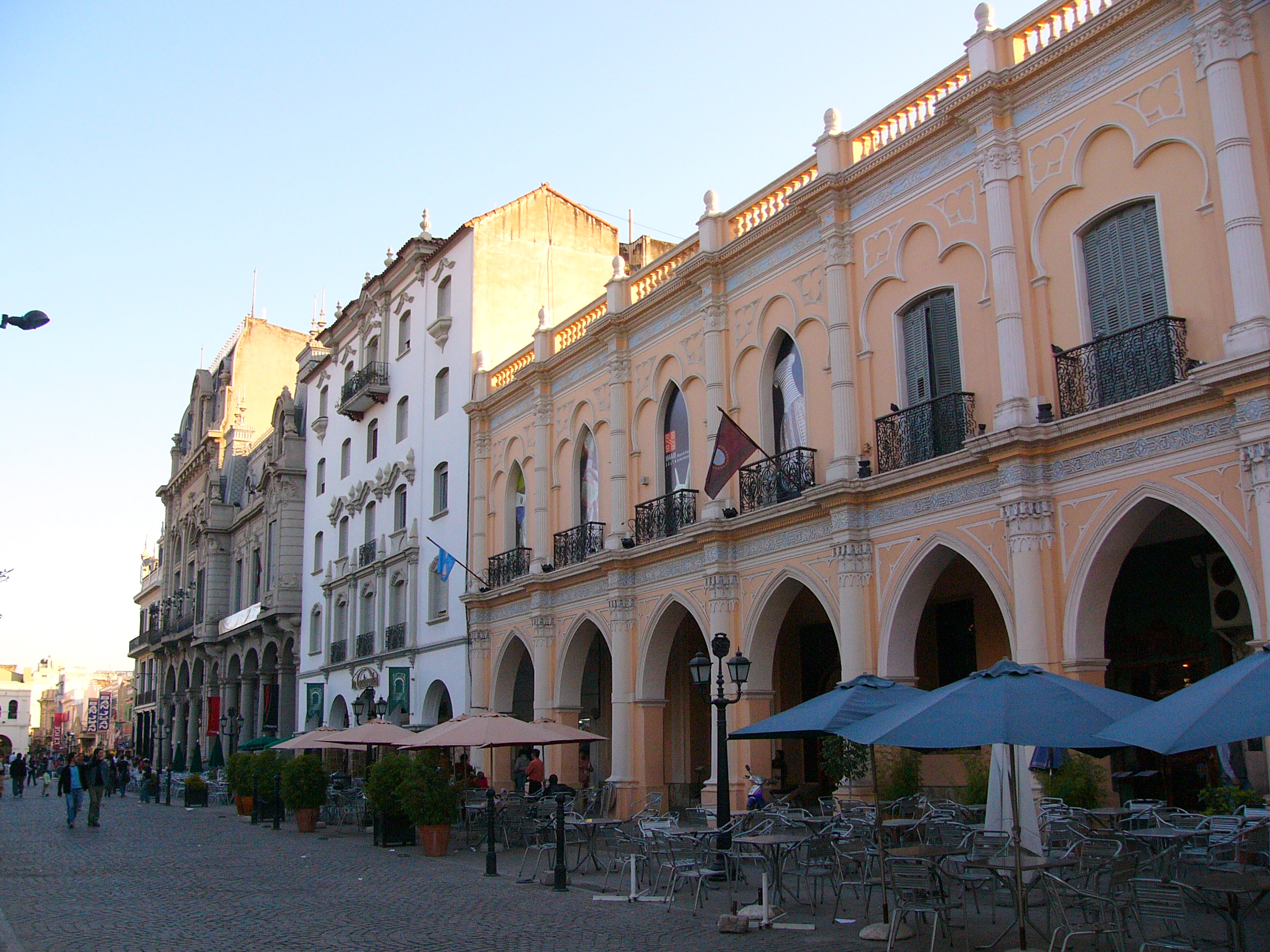
Edifícios ao redor da praça principal.

Em meados do século XX havia em Salta um interessante movimento literário cujos mais famosos expoentes foram os poetas Juan Carlos Dávalos, Manuel J. Castilla, José Rios, Walter Adet e Sara San Martín de Dávalos.
Na área musical, Salta é uma das cidades mais importantes e influentes para a música tradicional argentina, sendo o lugar de origem de muitos dos mais importantes artistas e grupos folclóricos, entre os quais podemos mencionar a  Gustavo "Cuchi" Leguizamón, Los Chalchaleros, Los Fronterizos, o Dúo Salteño, Los Cantores del Alba, Daniel Toro, Hernán Figueroa Reyes e Los Nocheros, entre muitos outros, como alguns dos principais ícones da região nesta área.
Atualmente existem numerosas instituições que cultivam a pintura, a escultura, danças, a música e as letras. Um grupo de artistas e escritores dão recitais poéticos "andarilhos", organizados pelo movimento Joaquina Cultural. Existem apresentações regulares nas calçadas da avenida San Martín, uma zona tipicamente boêmia.
A Orquestra Sinfônica da Província ganhou um sólido prestígio com recentes apresentações em outras províncias e na capital, Buenos Aires. O Centro Cultural America e o Museu de Arte Contemporânea (MAC) - ambos frente à praça principal da cidade - oferecem um variado calendário de exposições e eventos ao longo do ano. Em anos recentes, um crescente número de atores e diretores vêm dando vida a um incipente movimento teatral. O teatro da Peña Española é provavelmente o de maior prestígio. No campo cinematográfico se deve destacar a nova de camada de diretores jovens, entre eles Lucrecia Martel, diretora de La ciénaga (2001) e La niña santa (2003) e Rodrigo Moscoso, diretor de Modelo 73 (2001).
A vida cultural da cidade alcança seu clímax em abril, quando se celebra o aniversário da fundação da cidade. Para esta ocasião, e durante todo o mês, se organiza o "Abril Cultural Saltense", com exposições de arte, concertos, "veladas" literárias e outros eventos.

## Clima

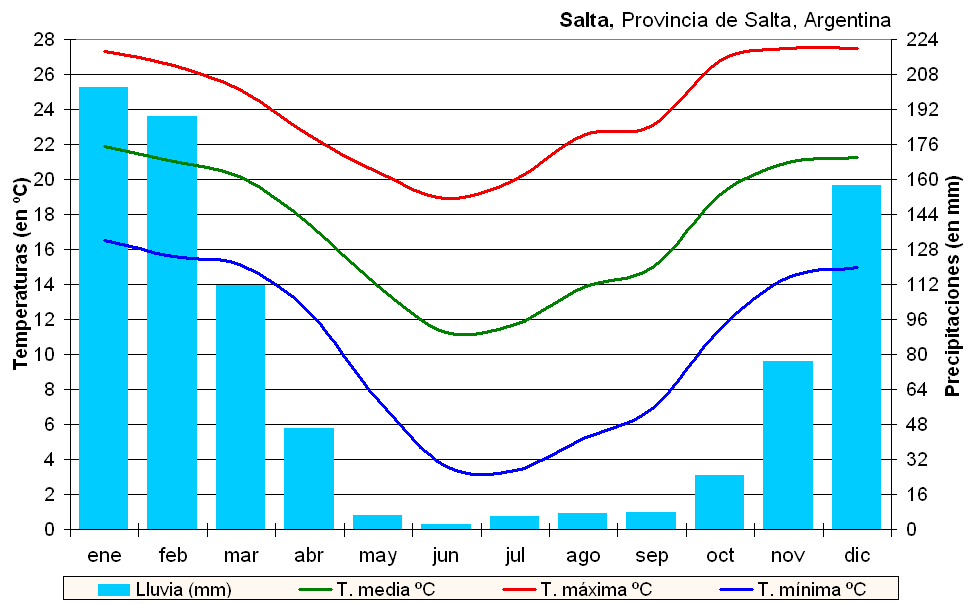
Climograma de Salta.

O tempo é quente e seco (para o sopé dos Andes), com médias anuais de precipitação de 756 mm e a média anual de temperatura é de 16,4°C (21,8 °C em janeiro e 11,2 °C em julho). Dezembro, janeiro e fevereiro são os meses com maiores médias de precipitação.

## Esportes
Em Salta, assim como em todo o resto da Argentina, o futebol é o esporte mais popular. Os principais clubes são o Club Central Norte, o Centro Juventud Antoniana e o Club de Gimnasia y Tiro de Salta. O Central Norte e o Gimnasia y Tiro de divisões inferiores, enquanto que o Juventude Antoniana é o único da cidade, pois participa da segunda divisão nacional.
Outros esportes com grande número de praticantes são o beisebol (alguns jogadores locais figuram entre os melhores do país), basquete, vôlei e montanhismo.
Um esporte muito comum tambem na zona é o Rugby, com clubes como Jockey Club Salta, Tigres Rugby Club, Universitarios Rugby Club e Gimnasia y tiro Salta.
Aos fins de semana, milhares de saltenses ascendem ao cume do cerro San Bernardo para praticar aeróbica, exercitar-se e admirar o horizonte da cidade.

## Problemas e desafios

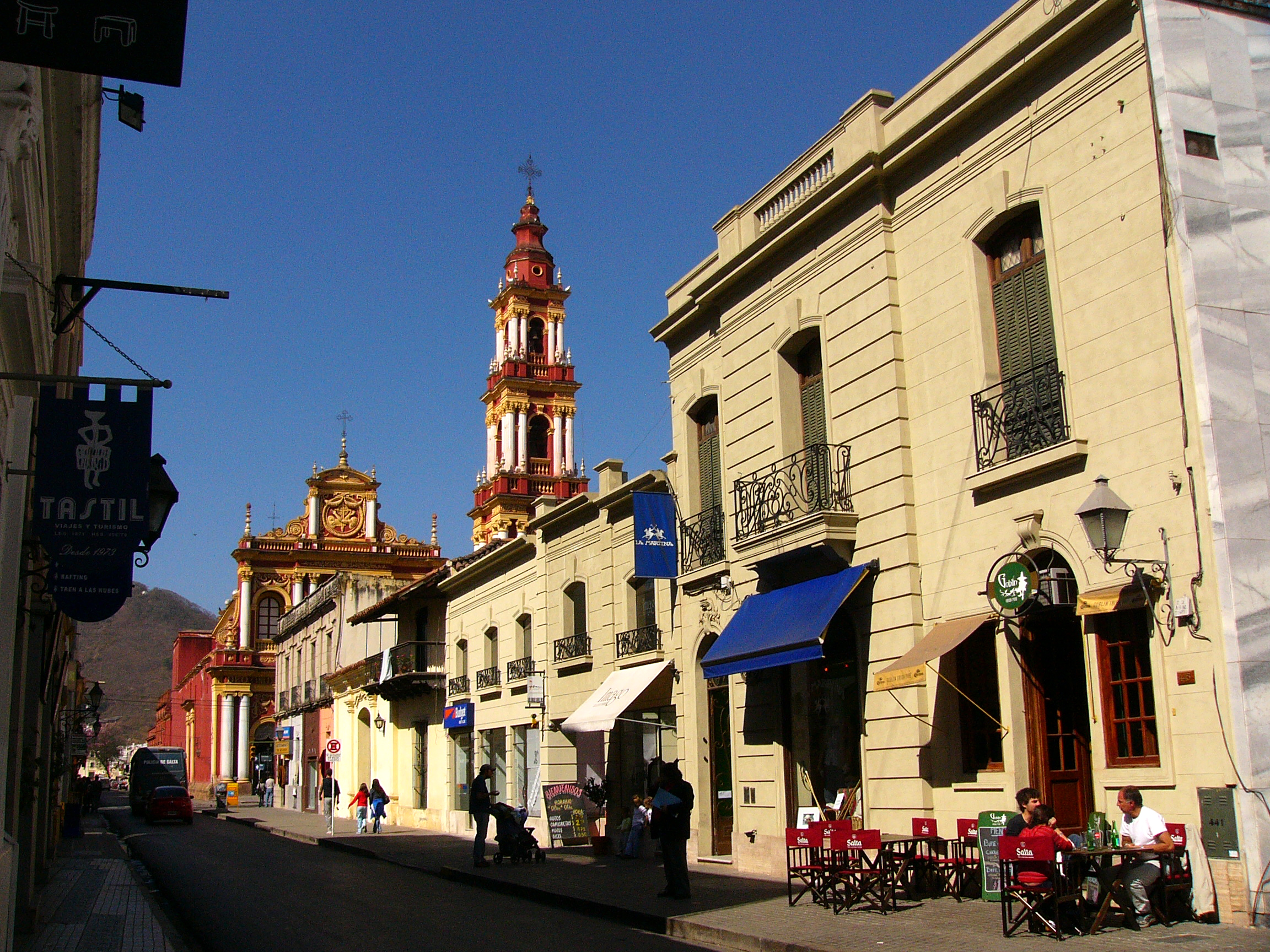
Rua em Salta.

A cidade padece de graves inconvenientes urbanísticos devido ao crescimento excessivo e sem planejamento que experimentou durante a última metade de século. Até a década de 1950 a cidade crescia em quarteirões, com ruas retas que se cruzavam em ângulos de 90º. Mas desde a chegada de migrantes provenientes da zona rural e de países limítrofes (especialmente da Bolívia), e do alto número de nascimentos (sobretudo da população pobre) - somados à falta de planejamento por parte das autoridades publicas - fizeram com que a capital provincial se expandisse de maneira irregular e desproporcionada.
Salta cresceu disforme. Têm cerca de 25 km de norte ao sul e 10 km de leste a oeste. Existem enormes setores que parecem verdadeiros labirintos. O barrio (bairro) de Tres Cerritos, por exemplo, na zona nordeste da cidade, tem ruas sinuosas e desemparelhadas. Os barrios da zona sudeste (San José, Santa Lucía, etc.) não possuem uma só rua que seja reta por mais de 200 metros.
Outro grave problema é o trânsito. As principais causas deste problema são o excesso de automóveis particulares que circula pela cidade, a presença de numerosos táxis e lotações irregulares, o mau estado de conservação das ruas e a péssima conduta de muitos motoristas saltenhos. Todas estas condições fazem com que Salta seja uma cidade sumariamente caótica.[carece de fontes?]